# Delhi Cantonment
Das Delhi Cantonment, kurz auch Delhi Cantt., ist eine der drei kommunalen Verwaltungseinheiten der indischen Megastadt Delhi (National Capital Territory of Delhi, kurz NCT). Sie umfasst eine Fläche von rund 43 km², bei der indischen Volkszählung 2011 wurden 116352 Einwohner erhoben. Wie auch die anderen Cantonments Indiens dient es der Zivilverwaltung von Gebieten mit signifikanten militärischen Einrichtungen, die entsprechende Verwaltungsbehörde heißt Delhi Cantonment Board.

## Geographie

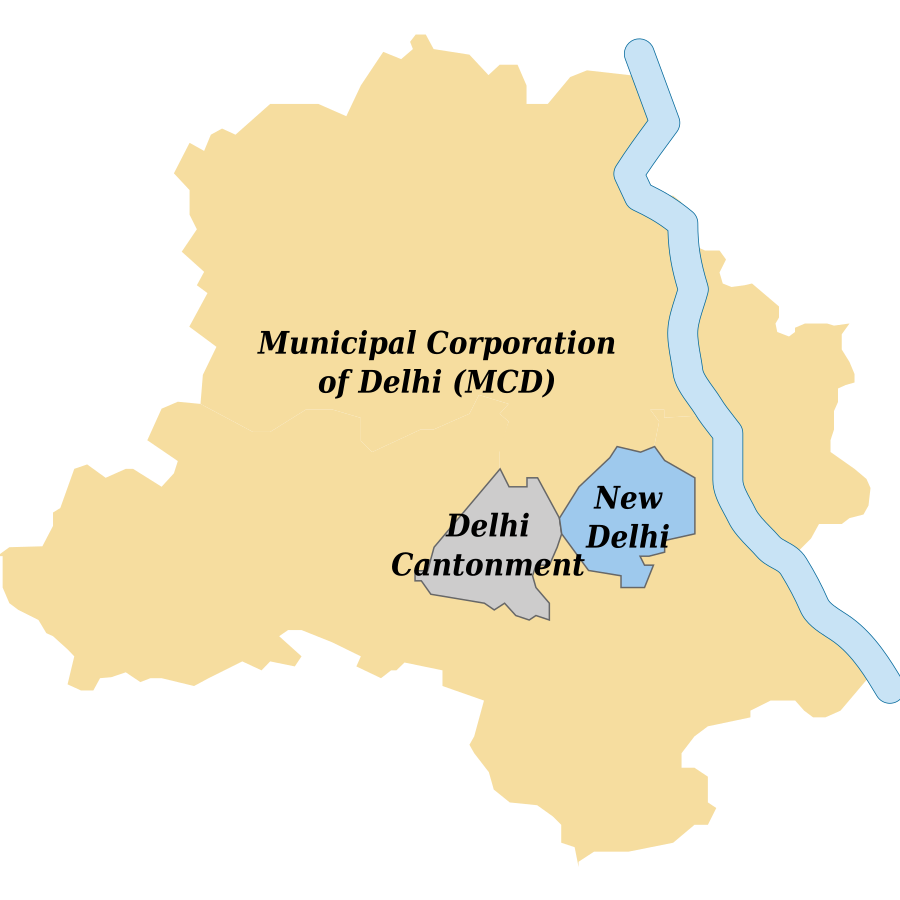
Die drei kommunalen Verwaltungseinheiten des NCT

Das Delhi Cantonment ist zusammen mit dem in unmittelbarer nordöstlicher Nachbarschaft gelegenen Neu-Delhi sowie der Municipal Corporation of Delhi eine der drei kommunalen Verwaltungseinheiten des eine einzige große Agglomeration bildenden NCT. Dabei nimmt es mit 43 km² nur einen relativ kleinen Teil des 1483 km² großen NCT ein, ebenso entsprach seine 2011 erhobene Zahl von 116.352 Einwohnern nur einem Bruchteil der insgesamt rund 16,8 Millionen Einwohner.
Parallel zur Unterteilung in kommunale Verwaltungseinheiten ist das Hauptstadtterritorium Delhi auch in elf Distrikte gegliedert, wobei das Delhi Cantonment dem Distrikt Neu-Delhi zugeordnet ist.

## Geschichte und Verwaltung
Das Delhi Cantonment wurde im Jahr 1914 zur Zeit Britisch-Indiens gegründet. Nach der Unabhängigkeit wurde hier das Hauptquartier der Indischen Armee angesiedelt, ebenso wie eine Reihe weiterer militärischer bzw. verteidigungsrelevanter Organisationen sowie Unterkünfte und Dienstleistungseinrichtungen für Militärangehörige.
Das Delhi Cantonment hat zwar eine eigene Zivilverwaltung, untersteht dabei jedoch stets der Kontrolle des Verteidigungsministeriums. Der Stadtrat des Cantonment Boards setzt sich aus 15 Personen zusammen. Acht Mitglieder werden alle fünf Jahre gewählt und vertreten jeweils ein Stadtviertel (ward). Drei aus dem Militär stammende Mitglieder werden ernannt, drei Mitglieder erhalten ihren Sitz ex officio als Vorsitzende militärischer Einrichtungen (der Station Commander dient gleichzeitig auch als President des Cantonment Boards) und ein Mitglied wird von der Distriktverwaltung entsandt.